# Fronereiturm

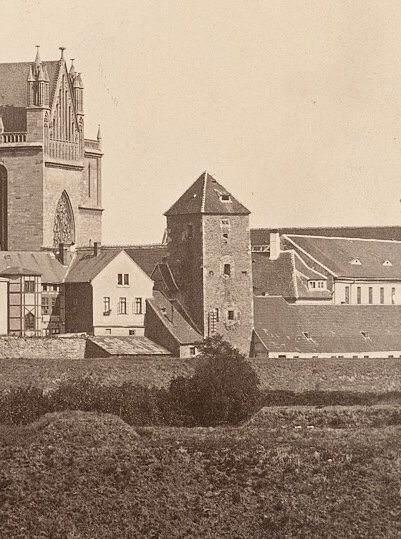
Fronereiturm, Blick von Südwesten, 1874 oder früher

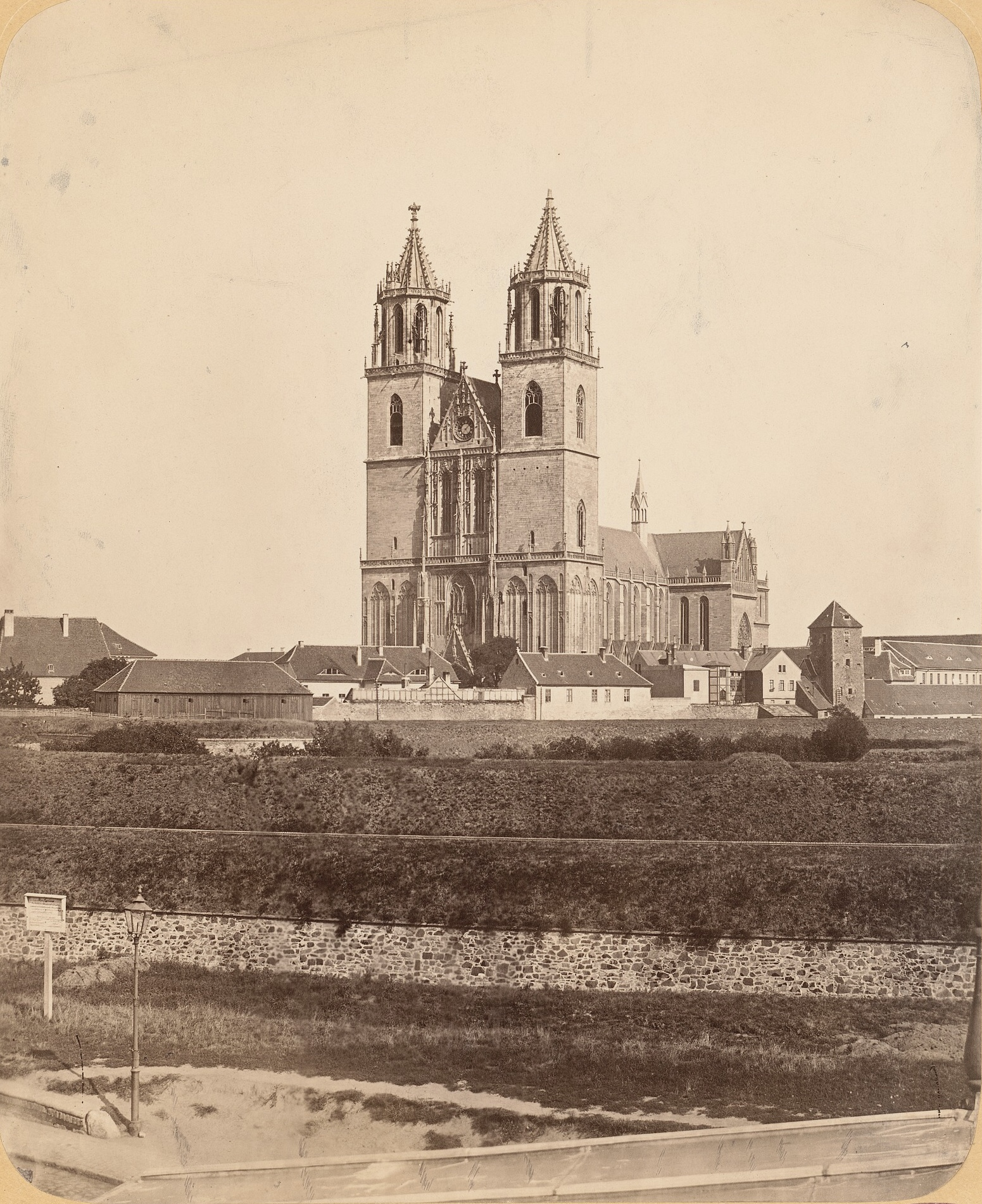
Südseite der Magdeburger Altstadt mit Fronereiturm (rechts)

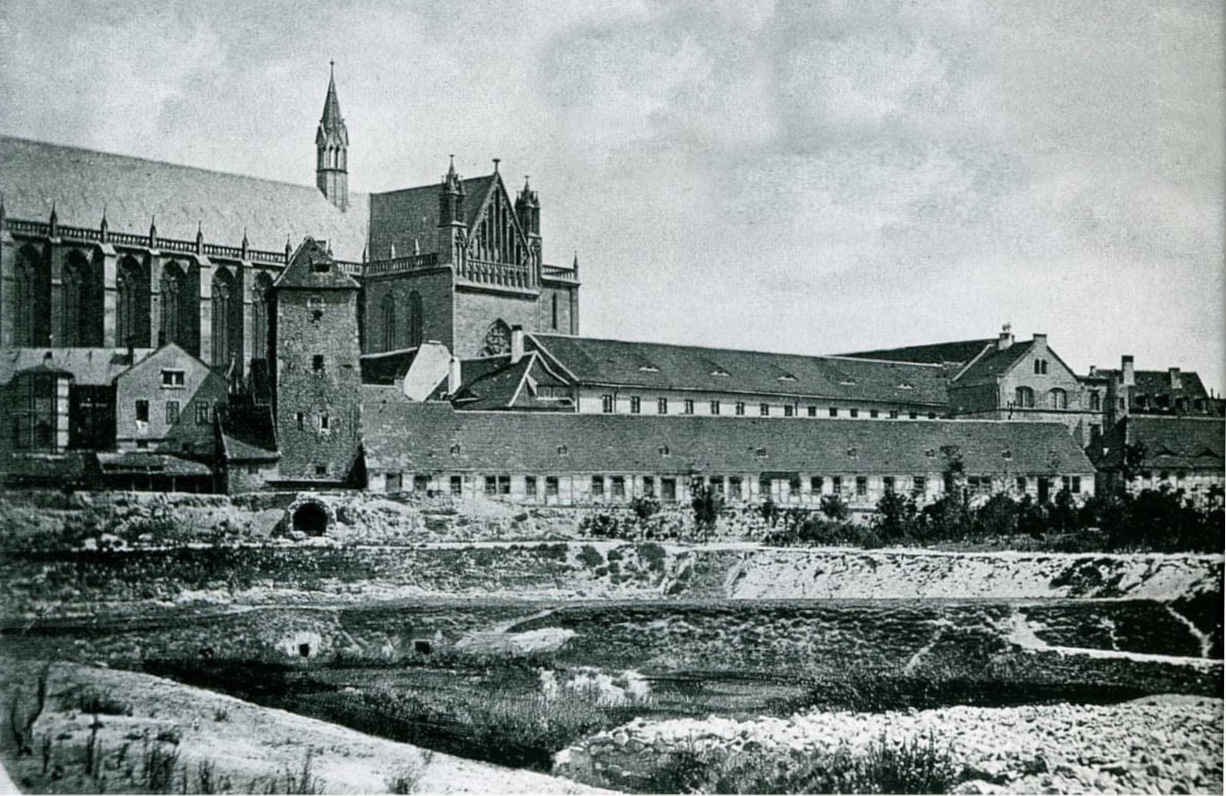
Fronereiturm links

Der Fronereiturm, auch Gefängnisturm oder Möllenvogteiturm, war ein Wehrturm der Stadtbefestigung der Magdeburger Altstadt.

## Lage
Er befand sich unmittelbar an der südlichen Stadtmauer der Stadt südlich des Magdeburger Doms, etwas südlich der Domtürme. Ursprünglich befand sich westlich des Turms die Düstere Pforte, eine Pforte in der Stadtmauer. Nördlich des Turms führte die Domstraße entlang, der Turm war dem Grundstück Domstraße 8 in der Domfreiheit zugeordnet. Heute befindet sich an dieser Stelle der östlichste Teil der sich auf der Nordseite der Danzstraße entlangziehenden Grünfläche.

## Architektur und Geschichte
Der Turm wurde im Jahr 1362 als Teil der Stadtbefestigung errichtet, wobei es möglich erscheint, dass er als Torturm der bis 1632 bestehenden Düsteren Pforte entstand. Es wird vermutet, dass er als Gefängnisturm diente. Schon in der Anfangszeit des Turms berichtet die Schöppenchronik darüber, dass der Bischof Gefangene in einen Turm werfen ließ. Möglicherweise handelte es sich dabei um den Fronereiturm. Die Möllenvogtei, eine für die Domfreiheit und weitere Gebiete zuständige Verwaltungsbehörde des Erzbistums Magdeburg, nutzte den Turm dann später als Gefängnis. Andere Angaben vermuten allerdings den zur Elbe hin gelegenen Scheiblichen Turm als Gefängnis der Möllenvogtei. In der Zeit um 1700 wurde die Fronerei der Möllenvogtei von ihrem ursprünglichen Standort Domplatz 4 in das Gebäude Domstraße 8 verlegt und blieb dort bis 1806 ansässig.
Der Turm war auf annähernd quadratischen Grundriss errichtet und wurde von einem Zeltdach bedeckt.
Der Turm bestand zumindest bis 1874. Am 8. September 1874 machte die Stadt Magdeburg in der Magdeburgischen Zeitung bekannt, dass die Grundstücke Domstraße 7 und 8 samt Turm, dem früheren Möllenvogtei-Gefängnis, zum Abbruch meistbietend verkauft werden. Hintergrund war die nach Süden erfolgende Stadterweiterung, die die Aufgabe der alten Stadtbefestigung und die Neubeplanung und -bebauung des Bereichs südlich des Doms mit sich brachte.